# Canis ferox
Canis ferox (perro feroz en latín) es una especie extinta de cánido cuya distribución estuvo restringida a Norteamérica y vivió durante entre el periodo mioceno tardío y el Plioceno. Canis ferox existió hace aproximadamente 5 millones de años.

## Distribución fósil
El primer registro fósil fue encontrado en Rancho Viejo, Guanajuato. Basado en las correlaciones de Legendre y Roth, se estima que su peso podría rondar entre los 13.3 kg y los 14.3 kg. Miller y Carranza-Castaneda notaron que su cráneo se parecía un poco al de un coyote ancestral, el Canis lepophagus. Sin embargo, tenía otras características parecidas al Eucyon davisi, perteneciente a un género distinto de cánidos. Estas características sugieren que el Canis ferox marca el inicio de la cladogénesis del género Canis.